# Temporada 1992-93 de los Minnesota Timberwolves
La temporada 1992-93 fue la cuarta de los Minnesota Timberwolves en la NBA. La temporada regular acabó con 19 victorias y 63 derrotas, ocupando el decimosegundo puesto de la conferencia Oeste, no logrando clasificarse para los playoffs.

## Elecciones en elDraft
| Ronda | Puesto | Jugador            | Posición  | Nacionalidad   | Universidad  |
| ----- | ------ | ------------------ | --------- | -------------- | ------------ |
| 1     | 3      | Christian Laettner | Pívot     | Estados Unidos | Duke         |
| 2     | 28     | Marlon Maxey       | Ala-Pívot | Estados Unidos | UTEP         |
| 2     | 34     | Chris Smith        | Escolta   | Estados Unidos | Connecticut  |
| 2     | 51     | Tim Burroughs      | Ala-Pívot | Estados Unidos | Jacksonville |

## Temporada regular
| División Medio Oeste   | División Medio Oeste | División Medio Oeste | División Medio Oeste | División Medio Oeste | División Medio Oeste | División Medio Oeste | División Medio Oeste | División Medio Oeste |
| Equipo                 | G                    | P                    | %                    | PD                   | Casa                 | Fuera                | Div                  |                      |
| ---------------------- | -------------------- | -------------------- | -------------------- | -------------------- | -------------------- | -------------------- | -------------------- | -------------------- |
| y-Houston Rockets      | 55                   | 27                   | .671                 | —                    | 31–10                | 24–17                | 19–7                 |                      |
| x-San Antonio Spurs    | 49                   | 33                   | .598                 | 6                    | 31–10                | 18–23                | 17–9                 |                      |
| x-Utah Jazz            | 47                   | 35                   | .573                 | 8                    | 28–13                | 19–22                | 16–10                |                      |
| Denver Nuggets         | 36                   | 46                   | .439                 | 19                   | 28–13                | 8–33                 | 13–13                |                      |
| Minnesota Timberwolves | 19                   | 63                   | .232                 | 36                   | 11–30                | 8–33                 | 10–16                |                      |
| Dallas Mavericks       | 11                   | 71                   | .134                 | 44                   | 7–34                 | 4–37                 | 3–23                 |                      |

## Estadísticas

### Temporada regular
| Rk | Jugador            | Edad | P  | PT | MP   | TC  | TCI  | %TC  | T3  | T3I | %T3   | TL  | TLI | %TL  | RO  | RD  | RT  | AS  | RB  | TAP | BP  | FP  | PTS  |
| -- | ------------------ | ---- | -- | -- | ---- | --- | ---- | ---- | --- | --- | ----- | --- | --- | ---- | --- | --- | --- | --- | --- | --- | --- | --- | ---- |
| 1  | Doug West          | 25   | 80 | 80 | 38.8 | 8.1 | 15.6 | .517 | 0.0 | 0.3 | .087  | 3.1 | 3.7 | .841 | 1.1 | 2.0 | 3.1 | 2.9 | 1.1 | 0.3 | 2.1 | 3.5 | 19.3 |
| 2  | Chuck Person       | 28   | 78 | 75 | 38.3 | 6.9 | 16.0 | .433 | 1.5 | 4.3 | .355  | 1.4 | 2.2 | .649 | 1.3 | 4.3 | 5.6 | 4.4 | 0.9 | 0.4 | 2.8 | 2.5 | 16.8 |
| 3  | Micheal Williams   | 26   | 76 | 76 | 35.0 | 4.6 | 10.4 | .446 | 0.3 | 1.4 | .243  | 5.5 | 6.1 | .907 | 1.1 | 2.5 | 3.6 | 8.7 | 2.2 | 0.3 | 3.0 | 3.5 | 15.1 |
| 4  | Christian Laettner | 23   | 81 | 81 | 34.9 | 6.2 | 13.1 | .474 | 0.0 | 0.5 | .100  | 5.7 | 6.8 | .835 | 2.1 | 6.6 | 8.7 | 2.8 | 1.3 | 1.0 | 3.4 | 3.6 | 18.2 |
| 5  | Bob McCann         | 28   | 79 | 7  | 19.4 | 2.5 | 5.2  | .488 | 0.0 | 0.0 | .000  | 1.2 | 1.9 | .625 | 1.2 | 2.4 | 3.6 | 0.9 | 0.6 | 0.7 | 1.0 | 2.6 | 6.3  |
| 6  | Luc Longley        | 24   | 55 | 25 | 19.0 | 2.4 | 5.3  | .455 | 0.0 | 0.0 |       | 1.0 | 1.3 | .716 | 1.3 | 3.1 | 4.4 | 0.9 | 0.9 | 1.4 | 1.6 | 3.1 | 5.8  |
| 7  | Felton Spencer     | 25   | 71 | 48 | 18.3 | 1.5 | 3.2  | .465 | 0.0 | 0.0 |       | 1.2 | 1.8 | .654 | 1.9 | 2.7 | 4.6 | 0.2 | 0.3 | 0.9 | 1.0 | 3.4 | 4.1  |
| 8  | Thurl Bailey       | 31   | 70 | 3  | 18.2 | 2.9 | 6.4  | .455 | 0.0 | 0.0 |       | 1.7 | 2.0 | .838 | 0.8 | 2.3 | 3.1 | 0.9 | 0.3 | 0.7 | 0.9 | 1.3 | 7.5  |
| 9  | Gerald Glass       | 25   | 4  | 0  | 17.8 | 2.0 | 6.8  | .296 | 0.0 | 0.5 | .000  | 1.0 | 1.5 | .667 | 0.3 | 0.5 | 0.8 | 2.3 | 0.8 | 0.0 | 1.3 | 1.5 | 5.0  |
| 10 | Chris Smith        | 22   | 80 | 6  | 15.8 | 1.6 | 3.6  | .433 | 0.0 | 0.2 | .143  | 1.2 | 1.5 | .792 | 0.4 | 0.8 | 1.2 | 2.5 | 0.6 | 0.2 | 0.9 | 1.2 | 4.3  |
| 11 | Marlon Maxey       | 23   | 43 | 3  | 12.1 | 2.2 | 3.9  | .550 | 0.0 | 0.0 | .000  | 1.0 | 1.6 | .643 | 1.5 | 2.3 | 3.8 | 0.3 | 0.3 | 0.4 | 0.9 | 1.7 | 5.4  |
| 12 | Lance Blanks       | 26   | 61 | 2  | 10.5 | 1.1 | 2.5  | .433 | 0.2 | 0.7 | .256  | 0.3 | 0.5 | .625 | 0.3 | 0.8 | 1.1 | 1.2 | 0.3 | 0.1 | 0.5 | 1.0 | 2.6  |
| 13 | Brad Sellers       | 30   | 54 | 4  | 9.9  | 0.9 | 2.4  | .377 | 0.0 | 0.0 | .000  | 0.7 | 0.7 | .949 | 0.5 | 1.0 | 1.5 | 0.9 | 0.1 | 0.2 | 0.5 | 0.7 | 2.5  |
| 14 | Gundars Vētra      | 25   | 13 | 0  | 6.8  | 1.5 | 3.1  | .475 | 0.2 | 0.2 | 1.000 | 0.3 | 0.5 | .667 | 0.3 | 0.3 | 0.6 | 0.5 | 0.2 | 0.0 | 0.2 | 0.9 | 3.5  |
| 15 | Mark Randall       | 25   | 2  | 0  | 4.0  | 0.0 | 0.5  | .000 | 0.0 | 0.5 | .000  | 0.0 | 0.0 |      | 0.0 | 0.0 | 0.0 | 0.5 | 0.0 | 0.0 | 0.5 | 0.5 | 0.0  |